# Orden de Manuel Amador Guerrero
La Orden de Manuel Amador Guerrero es el honor más alto de Panamá. Recibe su nombre por Manuel Amador Guerrero, prócer y primer presidente de Panamá. Fue establecida para el 50.º aniversario de la Separación de Panamá de Colombia, el 29 de octubre de 1953. Es otorgada en reconocimiento a personas señaladas (panameños y extranjeros) en las ciencias, artes y política.

## Grados
Hay cuatro grados:
- Collar
- Gran Cruz
- Gran Oficial
- Comendador

| Decoraciones |              |           |        |
| Comendador   | Gran Oficial | Gran Cruz | Collar |

## Condecorados

### Collar
- Isabel II, reina de 7 estados en el tiempo de cita, 29 de noviembre de 1953
- Josip Broz Tito, presidente y mariscal yugoslavo, 15 de marzo de 1976
- Juan Carlos I de España, 16 de septiembre de 1977[2]
- Fra' Andrew Bertie, 2000
- Fernando Henrique Cardoso, 8 de agosto de 2001
- Akihito, emperador de Japón
- Rainiero III, príncipe de Mónaco
- Julio María Sanguinetti Coirolo, expresidente de Uruguay
- Juscelino Kubitschek, presidente de Brasil

### Gran Cruz
- Príncipe Felipe, duque de Edimburgo, 29 de noviembre de 1953
- Carlos González Parrodi, 1981
- Carmen Romano, 1981
- Alfonso de Rosenzweig Díaz, 1981
- Luis G. Zorrilla, 1981
- Eduardo Valdés Escoffery, 1994
- Howard Panadero Jr, 2001
- Dionisio de Gracia Guillén, 2001
- Emilio Sempris 2019
- Suleiman Tayeb Ahmed Salem, 24 de enero de 2008
- Jorge Arguindegui, 23 de junio de 2011, Embajador de la República Argentina en Panamá (2005-2011). https://www.mire.gob.pa/sites/default/files/documentos/Trasnsparencia/gestion-anual-2011.pdf Archivado el 10 de enero de 2020 en Wayback Machine.
- Juan Daniel Alemán, Secretario General del Sistema de Integració,n americano Central, 11 de octubre de 2010[3]
- Juan Pablo de Laiglesia, 18 de noviembre de 2011[4]
- Patriarca Theophilos III de Jerusalem, 1 de junio de 2012[5]
- Yuan-Tseh Lee, 17 de octubre de 2012[6]
- Lawrence Edward Chewning Fábrega, embajador a la Organización de Vaticano y Estados americanos Ciudad 18 de agosto de 2014[7]
- Dionisio Johnson, 30 de diciembre de 2015[8]
- Jimmy Carter, 39.º presidente de los Estados Unidos, 14 de enero de 2016[9][10]
- Rolando Lopez Pérez Secretario Ejecutivo del Consejo de Seguridad Pública y Defensa Nacional, 3 de junio de 2019 . República de Panamá.
- Pietro Parolin
- Edgar Peña Parra
- Paul Richard Gallagher

### Gran Oficial
- Anthony Bailey interfaith defensor
- Martin D. Young[11]
- Sean Connery, 11 de marzo de 2003
- Paxson Offield, 2005[12]
- Robert Berry, 2005
- Elsie Alvarado de Ricord, 2005[13]
- Verde de Douglas del Eric, 17 de octubre de 2012
- Dwight D. Eisenhower
- Jorge Illueca
- José López Portillo, 1981
- Carlos Saul Menem, 1994
- Sebastián Piñera, 2013
- Carlos Arrieta de la Hoz, 2015[14]
- Guillermo Sánchez Borbón, 2019

### Grado Comendador
- Eugene N. S. Girard II
- Anil K. Dhingra, 1997
- Paul R. Noland, 1997
- Jorge Alessandri Rodríguez, Presidente de Chile
- Enrique Berruga, 1 de junio de 2001
- Departamento de Bomberos de la Ciudad de Nueva York, 27 de noviembre de 2001
- Harriet Mayor Fulbright
- Karl Johnson, 2001
- Ramiro Ordóñez Jonama, 2001
- Ricardo M. Alba, 2002
- Harold Bernstein, 2002
- Raul Orillac Arango, 2003
- Kim mate, 2012
- David Rockefeller
- Harold Christian Hofmann 2007
- Luis Anderson McNeil